# Barbara John

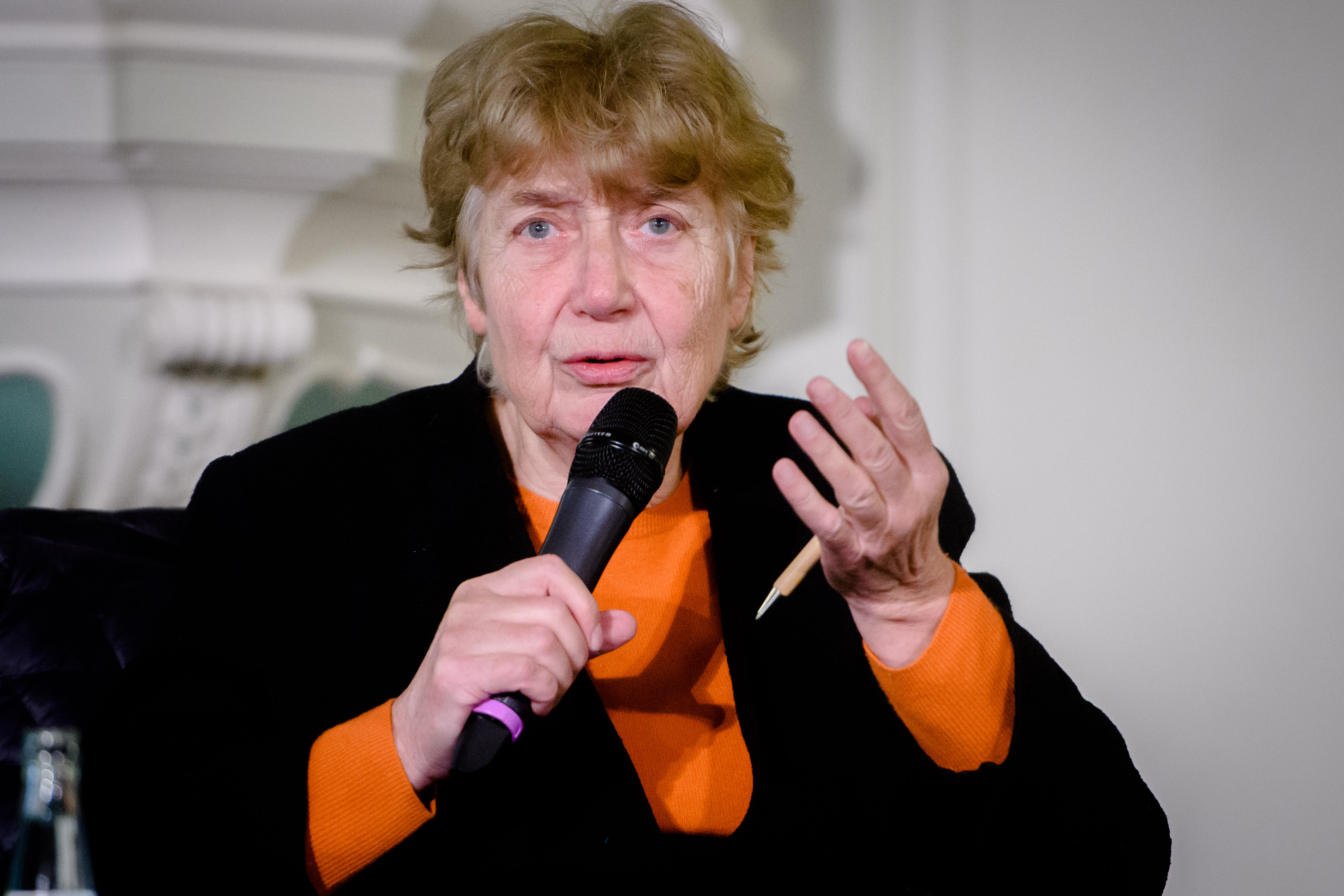
Barbara John, 2017

Barbara John (* 18. Januar 1938 in Berlin) ist eine deutsche Politikerin der CDU, ehemalige Grundschullehrerin und Diplompolitologin. Von 1981 bis 2003 war sie Ausländerbeauftragte des Berliner Senats. Seit 2003 ist sie Vorstandsvorsitzende des Paritätischen Wohlfahrtsverband Berlin. Diese Funktion übt sie ehrenamtlich aus. Seit ihrer Berentung 2003 engagiert sie sich weiterhin in Migrationsfragen. So ist sie seit Juli 2003 Koordinatorin für Sprachförderung bei der Senatsverwaltung für Bildung, Wissenschaft und Forschung in Berlin und Vorsitzende des Expertengremiums für Integrationssprachkurse beim Bundesamt für Migration und Flüchtlinge. Im Oktober 2007 wurde sie zur Vorsitzenden des Beirats der Antidiskriminierungsstelle des Bundes gewählt. Sie ist nicht-muslimisches Mitglied des Kuratoriums der Muslimischen Akademie in Deutschland. Seit 2008 vertritt sie Deutschland als Mitglied in der Europäischen Kommission gegen Rassismus und Intoleranz (ECRI). Außerdem ist sie seit 2009 Vorsitzende des Berliner Diözesanverbandes des Katholischen Deutschen Frauenbundes. Im Januar 2012 wurde sie zur Ombudsfrau der Bundesregierung für die Opfer und Hinterbliebenen des Nationalsozialistischen Untergrunds (NSU) ernannt. Diverse Publikationen zu sprachdidaktischen und integrationspolitischen Themen.

## Kindheit und Ausbildung
Johns Eltern waren in den 1920er Jahren aus Schlesien nach Berlin migriert. Sie wuchs mit einem Bruder in Berlin-Kreuzberg in der Reichenberger Straße 12 auf, wo ihr Vater eine Kerzenmacher-Werkstatt betrieb. Im Zweiten Weltkrieg lebte sie zeitweilig mit ihrer Mutter bei deren Eltern in Schlesien und erlebte die Vertreibung der dortigen Deutschen in den Westen mit. Nach dem Abitur studierte sie von 1958 bis 1961 in Lüneburg Erziehungswissenschaften und war anschließend bis 1966 Grundschullehrerin für Deutsch und Englisch in Hamburg.
An der Freien Universität Berlin und der London School of Economics absolvierte sie ein Zweitstudium der Politikwissenschaften und Bildungsökonomie, das sie als Diplompolitologin abschloss. Danach arbeitete sie mehrere Jahre in der Lehrerausbildung im Fach Deutsch als Zweitsprache an der FU Berlin.

## Karriere
Bei der Berliner Wahl 1981 wurde John zunächst in das Abgeordnetenhaus von Berlin gewählt, schied aber bereits im November 1981 aus, da sie das neugeschaffene Amt der Ausländerbeauftragten des Landes Berlin erhielt.
Im Mai 2001 wurde John Honorarprofessorin am Institut für Europäische Ethnologie der Berliner Humboldt-Universität.
Am 30. Juni 2003 wurde sie in den Ruhestand verabschiedet. Ihr Nachfolger im Amt des Ausländerbeauftragten wurde Günter Piening.

## Ehrenamtliches Engagement
Barbara John gehört zum Vorstand der Unternehmensstiftung von Veolia. Seit 2012 ist sie im Kuratorium der Stiftung Bildung. In der Stiftung Synanon engagiert sie sich ebenfalls als Mitglied des Kuratoriums.
Seit 2010 engagiert sich John, zusammen mit Romani Rose und Maria Böhmer, als Schirmherrin der Initiative Show Racism the Red Card-Deutschland e. V.

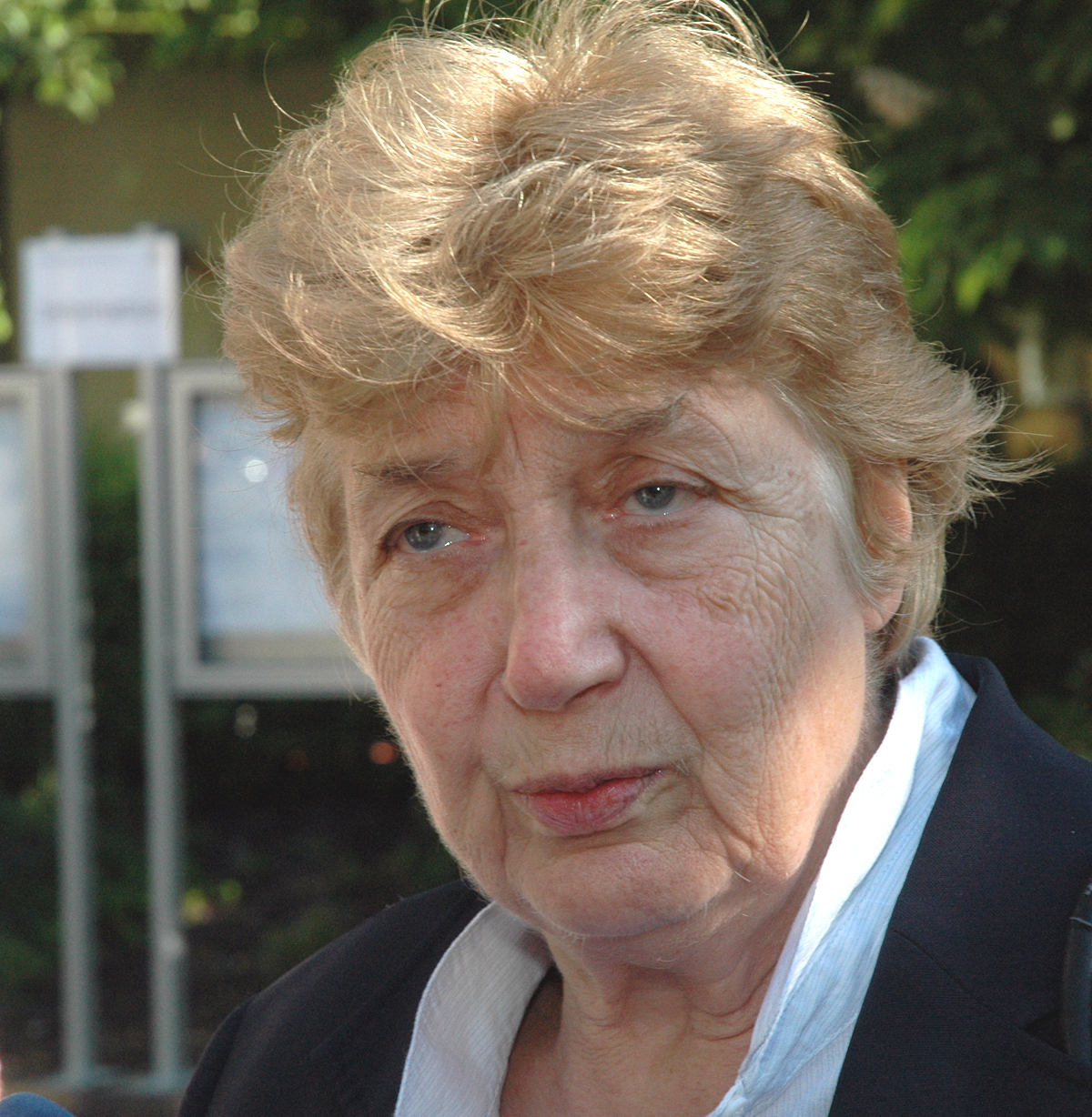
Barbara John als Ombudsfrau für die Hinterbliebenen der Opfer des Nationalsozialistischen Untergrundes 2013 beim NSU-Prozess in München

Im Dezember 2011 wurde Barbara John Ombudsfrau für die Opfer der rechtsextremen Terrorgruppe Nationalsozialistischer Untergrund (NSU), eine unentgeltliche Tätigkeit, bei der das Bundesamt für Justiz Aufwendungen für eine Hilfskraft, Reisekosten, Dolmetscherdienste und Schreibarbeiten erstattet. Als solche gab sie einen Gesprächsband mit den Angehörigen der Mordopfer des NSU heraus.
Barbara John ist Mitglied der durch die Bundesregierung berufenen Fachkommission zu den Rahmenbedingungen der Integrationsfähigkeit.

## Auszeichnungen
- 1984: Moses-Mendelssohn-Preis
- 1985: Bundesverdienstkreuz 1. Klasse
- 1993: Verdienstorden des Landes Berlin
- 1997: Heinz-Galinski-Preis
- 2003: Preis der Helga und Edzard Reuter-Stiftung[11]

- 2004: Stadtälteste von Berlin
- 2006: Muhammad-Nafi-Tschelebi-Preis (Laudatorin: Yasemin Karakaşoğlu)
- 2007: Louise-Schroeder-Medaille

## Publikationen
- (Hrsg. in Zusammenarbeit mit Vera Gaserow und Taha Kahya): Unsere Wunden kann die Zeit nicht heilen. Was der NSU-Terror für die Opfer und Angehörigen bedeutet. Herder Verlag, Freiburg, Basel, Wien 2014, ISBN 978-3-451-06727-3. 2. Auflage 2016.